# 6. Międzynarodowy Festiwal Filmowy w Cannes
6. Międzynarodowy Festiwal Filmowy w Cannes odbył się 15−29 kwietnia 1953 roku. Imprezę otworzył pokaz francuskiego filmu Bezkresne horyzonty w reżyserii Jeana Dréville'a.
Jury pod przewodnictwem francuskiego reżysera i pisarza Jeana Cocteau przyznało nagrodę główną festiwalu, Grand Prix, francuskiemu filmowi Cena strachu w reżyserii Henri-Georges'a Clouzota.

## Jury Konkursu Głównego
- Jean Cocteau, francuski reżyser i pisarz − przewodniczący jury[3]
- Louis Chauvet, francuski dziennikarz
- Titina De Filippo, włoska aktorka
- Guy Desson, francuski polityk
- Philippe Erlanger, francuski pisarz
- Renée Faure, francuska aktorka
- Jean-Pierre Frogerais, francuski producent filmowy
- Abel Gance, francuski reżyser
- André Lang, francuski pisarz i krytyk filmowy
- Georges Raguis, przedstawiciel związków zawodowych
- Edward G. Robinson, amerykański aktor
- Charles Spaak, belgijski scenarzysta
- Georges Van Parys, francuski kompozytor